# Виктория: История любви
«Виктория: История любви» (норв. Victoria) — норвежский фильм в жанрах драма и мелодрама режиссёра Торун Лиан 2013 года. Сценарием послужил роман Кнута Гамсуна «Виктория» (1898). В Норвегии фильм разрешён к просмотру зрителям старше 11 лет, в России для зрителей старше 16 лет.

## Сюжет
Сюжетом фильма является история любви между дочерью богатого помещика Викторией и сыном мельника Йоханнесом. Виктория богата, красива, умна. Йоханнес пунктуален и вежлив, пишет романы и стихотворения. Они испытывают друг к другу симпатии. Однако отец Виктории решает выдать её замуж за богатого кадета Отто.

## В ролях
| Актёр                        | Роль                                     |
| ---------------------------- | ---------------------------------------- |
| Якоб Офтебро                 | Йоханнес Миллер (писатель, сын мельника) |
| Ибен Акерлие                 | Виктория (дочь помещика)                 |
| Билл Скарсгард               | Отто (кадет, жених Виктории)             |
| Петронелла Баркер            | мать Виктории                            |
| Фритьов Сохейм               | отец Виктории                            |
| Аннеке фон дер Липпе         | мать Йоханнеса                           |
| Эйндриде Эйдсвольд           | отец Йоханнеса                           |
| Ода Дьюпласти                | Камилла                                  |
| Аманда Оомс                  | мать Отто                                |
| Магнус Роосманн              | отец Отто                                |
| Беате Эриксен                | мать Камиллы                             |
| Стиг Хенрик Хофф             | отец Камиллы                             |
| Нильс Вогт                   | наставник                                |
| Йонатан Чедевиль             | Ричмонд (приятель Отто)                  |
| Мадс Сьёгард Петтерсен       | Дитлеф (приятель Отто)                   |
| Техилла Блад                 | Анна                                     |
| Оскар Косс                   | Йоханнес в детстве                       |
| Эрика Никита Равн-Кристенсен | Виктория в детстве                       |
| Харри Торфинн                | Отто в детстве                           |
| Нора Хелгакер                | Камилла в детстве                        |
| Эйрик Хальворсен             | Дитлеф в детстве                         |
| Молли Фредрикссон            | Анна в детстве                           |
| Терье Стрёмдаль              | возмущённый сосед                        |
| Ингар Хельге Гимле           | гость                                    |

## Премьеры
| Страна    | Дата премьеры         |
| --------- | --------------------- |
| Норвегия  | 1 марта 2013 года     |
| Тайвань   | 27 сентября 2013 года |
| Швеция    | 11 марта 2014 года    |
| Россия    | 2 октября 2014 года   |
| Финляндия | 15 марта 2015 года    |
| Чили      | 5 ноября 2015 года    |
| Япония    | 8 февраля 2016 года   |

## Фестивали
- 2013: Международный кинофестиваль в Милл-Вэлли
- 2014: Международный кинофестиваль в Гётеборге
- 2014: Экран Пинамар (Pantalla Pinamar)
- 2014: BUFF — Международный детский и юношеский кинофестиваль
- 2014: Норвежский кинофестиваль в Москве
- 2014: Международный кинофестиваль Festroia
- 2014: Северный кинофестиваль
- 2016: Северный кинофестиваль огней в Токио[1].

## Награды
- Премия «Аманда» Фритьову Сохейму как лучшему актёру второго плана[3].